# Piercia squamata
Piercia squamata là một loài bướm đêm trong họ Geometridae.